# Ziua Limbii Erzia
Ziua Limbei Erzia este o sărbătoare care a fost înființată în 1993 de Fundația pentru Salvarea Limbei Erzia. Aceasta este sărbătorită pe 16 aprilie în Mordovia.